# Jared Diamond
Jared Mason Diamond (Boston, 10 de setembro de 1937) é geógrafo, historiador, ornitólogo e escritor norte-americano.
Conhecido por seus livros Armas, Germes e Aço - Os Destinos das Sociedades Humanas e Colapso - Como as Sociedades Escolhem o Fracasso ou o Sucesso, entre outros, Diamond é formado em bioquímica e fisiologia e por transitar entre áreas como antropologia, ecologia, geografia e biologia evolutiva. É professor de geografia na Universidade da Califórnia em Los Angeles.
Em 2005, Diamond estava em novo lugar no ranking organizado pelas revistas Prospect e Foreign Policy de 100 intelectuais mais relevantes. Em 1999, foi condecorado com a Medalha Nacional de Ciências, do governo dos Estados Unidos.

## Biografia
Diamond nasceu em 1937, em Boston. Era filho de Louis Diamond, médico imigrante de Chisinau, na Moldávia e de Flora Kaplan Diamond, professora, linguista e pianista. Os dois vieram de famílias judaicas Asquenazes. Desde os seis anos, Diamond aprendeu piano. Anos depois pediria sua futura esposa em casamente durante um conserto de Brahms.
Aos sete anos, começou a se interessar por observação de pássaros, que se tornaria uma grande paixão na idade adulta e em vários trabalhos publicados em periódicos científicos a respeito. Aos 15 anos, pela primeira vez, seus pais o levaram para uma viagem longa até Montana, onde passavam os feriados no rancho da família, chamado Hirschy, perto do  rio Big Hole. No verão de 1956, como estudante universitário, ele voltou para o rancho para trabalhar. Depois, impressionado pela beleza do lugar, começou a passar todos os feriados com a família. Tanto Montana, como a região do Vale Bitterroot se tornaram temas de seu livro Colapso - Como as Sociedades Escolhem o Fracasso ou o Sucesso, de 2005.
Diamond estudou na Roxbury Latin School durante o ensinmo médio e obteve um bacharelado em bioquímica pela Universidade Harvard, em 1958. Pela Universidade de Cambridge, em 1961, obteve um doutorado em fisiologia e biofísica, estudando a absorção de sais pela membrana da vesícula biliar. Em 2009, ele recebeu um doutorado honorário da Westfield State University em Massachusetts.

## Carreira
Após seu doutorado em Cambridge, Diamond voltou para Harvard como professor associado até 1965. Em 1968 tornou-se professor titular em fisiologia pela Faculdade de Medicina da Universidade da Califórnia em Los Angeles (UCLA). Paralelamente à carreira universitária, desenvolveu uma carreira na ornitologia e ecologia, em especial na Nova Guiné e em suas ilhas próximas, quando começou a visitar o arquipélago em 1964. Aos 50 anos, Diamond entrou em outra área, a da história ambiental, tornando-se professor de geografia na UCLA. Também é professor na Libera Università Internazionale degli Studi Sociali, em Roma.
Ainda que seja formado em fisiologia, Diamond é mais conhecido por seus trabalhos na área de divulgação científica, com livros que combinam áreas diversas. Por conta desta diversidade de áreas acadêmicas com que trabalha em seus livros, Diamond é frequentemente chamado de polímata.

## Vida pessoal
Diamond é casado com Marie Cohen Diamond, neta do político polonês Edward Werner. Eles têm dois filhos gêmeos, nascidos em 1987.

## Livros famosos

### The Third Chimpanzee(1991)
No Brasil O Terceiro Chimpanzé (Record, 2011). Primeiro livro famoso de Diamond, The Third Chimpanzee analisa a evolução humana e sua relevância no mundo moderno, através de evidências da antropologia, biologia evolutiva, genética, ecologia e linguística. O livro mostra como a evolução humana é diferente da dos outros animais, ainda que a gente divida 98% dos genes com nossos primos mais próximos, os chimpanzés. O livro também analisa as origens animais da linguagem, arte, agricultura, tabagismo e uso de drogas, além de outros atributos aparentemente humanos. Foi bem recebido pela crítica e em 1992 ganhou o Prêmio da Royal Society na categoria de livros de ciência.

### Guns, Germs, and Steel(1997)
No Brasil Armas, Germes e Aço (Record, 2017), publicado originalmente em 1997. O livro começa com uma pergunta: por que os povos eurasianos conquistaram e deslocaram povos nativos das Américas, Austrália e África, ao invés do contrário. Ele argumenta que não foi devido a vantagens genéticas natas, mas por características do continente da Eurásia, como a grande diversidade de plantas e animais domesticáveis e pela existência de um eixo leste\oeste maior, o que favoreceu à domesticação, população, tecnologia e doenças de transitarem por longas distâncias sem grandes mudanças na latitude.
A primeira parte do livro trabalha com as razões do por que apenas algumas espécies de plantas e animais selvagens são passíveis de domesticação. A segunda parte discute como a produção local de alimentos baseada nesta domesticação levou ao desenvolvimento de populações humanas densas e estratificadas e de sociedades humanas em diferentes continentes e regiões do mundo. O livro se tornou um grande sucesso, sendo traduzido para 33 idiomas e recebendo vários prêmios importantes como o Prêmio Pulitzer em 1997.
Uma série de documentários foi feita baseada no livro, com produção da National Geographic Society em 2005.

## Publicações selecionadas

### Livros

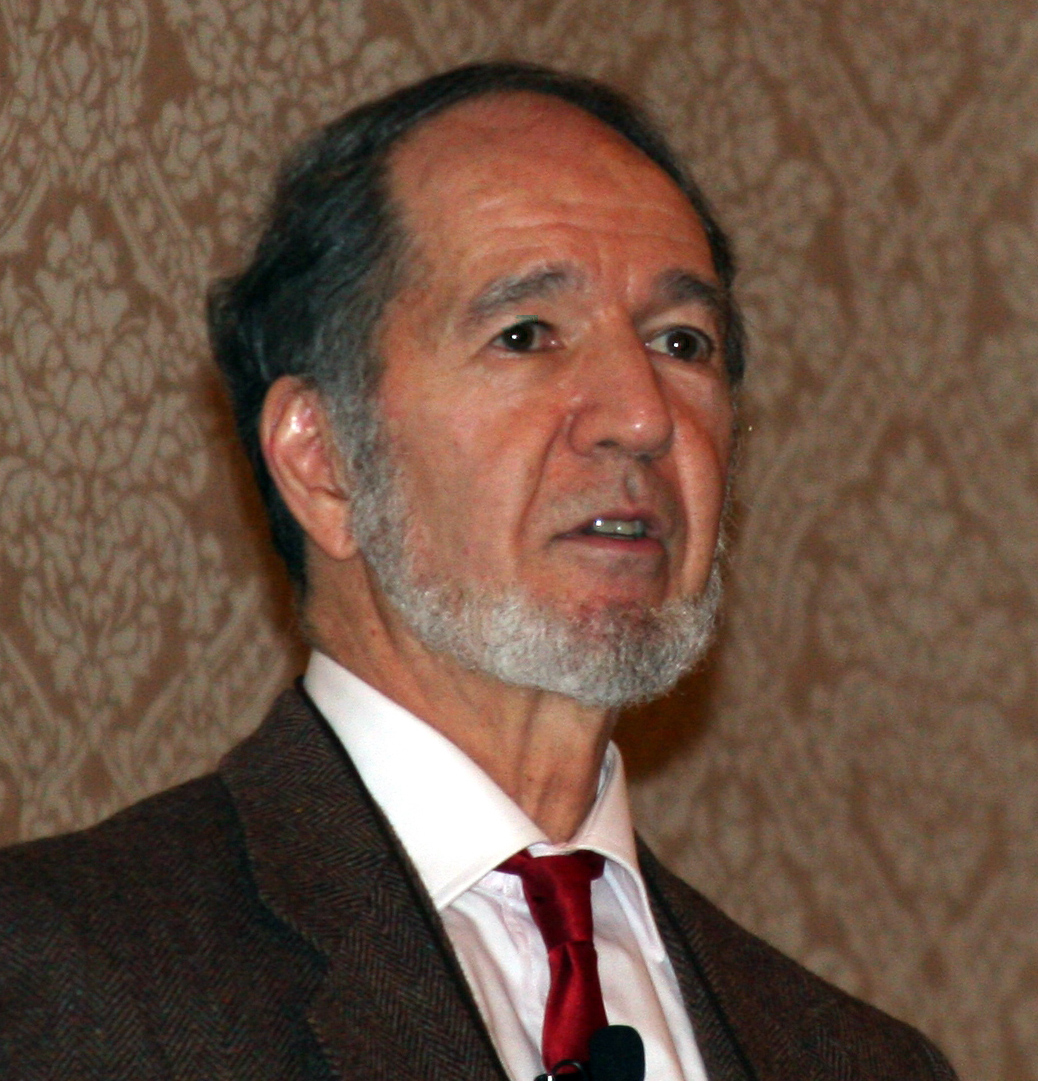
Jared Diamond em San Francisco, 2007

- The Third Chimpanzee for Young People: The Evolution and Future of the Human Animal (2015), (ISBN 9781609806118).*Natural Experiments of History (2010), (ISBN 0-674-03557-7).
- The World Until Yesterday|The World until Yesterday: What Can We Learn from Traditional Societies? (2012), (ISBN 978-0141024486).
- Collapse: How Societies Choose to Fail or Succeed (2005), ISBN 0-670-03337-5.
- Guns, Germs, and Steel Reader's Companion (2003), ISBN 1-58663-863-7.
- Guns, Germs, and Steel: The Fates of Human Societies (1997), ISBN 0-393-31755-2.
- Why is Sex Fun? The Evolution of Human Sexuality (1997), ISBN 0-465-03127-7.
- The Third Chimpanzee: The Evolution and Future of the Human Animal (1992), ISBN 0-06-098403-1.
- The Birds of Northern Melanesia: Speciation, Ecology, & Biogeography (com Ernst Mayr, 2001), ISBN 0-19-514170-9.
- Avifauna of the Eastern Highlands of New Guinea, Publications of the Nuttall Ornithological Club, No. 12, Cambridge, Mass., pp. 438 (1972).
- Ecology and Evolution of Communities (com Martin L. Cody, 1975), The Belknap Press of Harvard University Press, Cambridge, Mass., ISBN 0-674-22444-2.

### Artigos
- Curse and Blessing of the Ghetto (março de 1991) Discover, pp. 60–66
- Japanese Roots (junho de 1998) Discover
- The Worst Mistake in the History of the Human Race (maio de 1987) Discover pp. 64–66
- Ethnic differences. Variation in human testis size. (abril de 1986) Nature 320(6062):488-489 PubMed.